# 中野区役所
中野区役所（なかのくやくしょ）は、特別地方公共団体（特別区）である中野区の組織が入る施設（役所）。2024年（令和6年）4月19日に庁舎の落成式が行われ、同年5月7日にオープンした。

## 庁舎
現庁舎は2021年（令和3年）7月に着工し、2024年2月に完成した。総事業費は約279億円。都内の自治体庁舎で初めて高省エネルギーの「ZEB Ready（ゼブレディ）」認証を受けている。
- 所在地 - 中野4-11−19[2]
- 敷地面積 - 約8,557.38㎡[2]
- 延床面積 - 約47,275.96㎡[2]
- 階数 - 地下2階、地上11階、塔屋1階[2]
- 構造 - 鉄骨造（一部鉄筋コンクリート造、鉄骨鉄筋コンクリート造）[2]

各階は以下のようになっており、2階と3階をライフイベント関連手続きのフロア、4階をくらし・生活の相談、公共公益活動団体フロアとしている。
| 階  |                                                                     |
| --- | ------------------------------------------------------------------- |
| 11F | 議場、屋上庭園                                                      |
| 10F | 議場、委員会室、区議会事務局                                        |
| 9F  | 都市基盤部、まちづくり推進部                                        |
| 8F  | 区民部、環境部、選挙管理委員会                                      |
| 7F  | 企画部、子ども教育部、教育委員会                                    |
| 6F  | 総務部、会議室、災害対策本部                                        |
| 5F  | 東京都第三建設事務所                                                |
| 4F  | くらし・生活の相談、地域活動、公共公益活動団体                      |
| 3F  | 子育て、高齢者、障害福祉                                            |
| 2F  | 住民票、マイナンバー、戸籍、税、国保、年金                          |
| 1F  | 区民交流スペース、食堂・カフェ、コンビニ（ローソン）、みずほ銀行ATM |
| B1F | 駐車場（来庁者用）                                                  |
| B2F | 駐車場（業務用）                                                    |

## 歴史

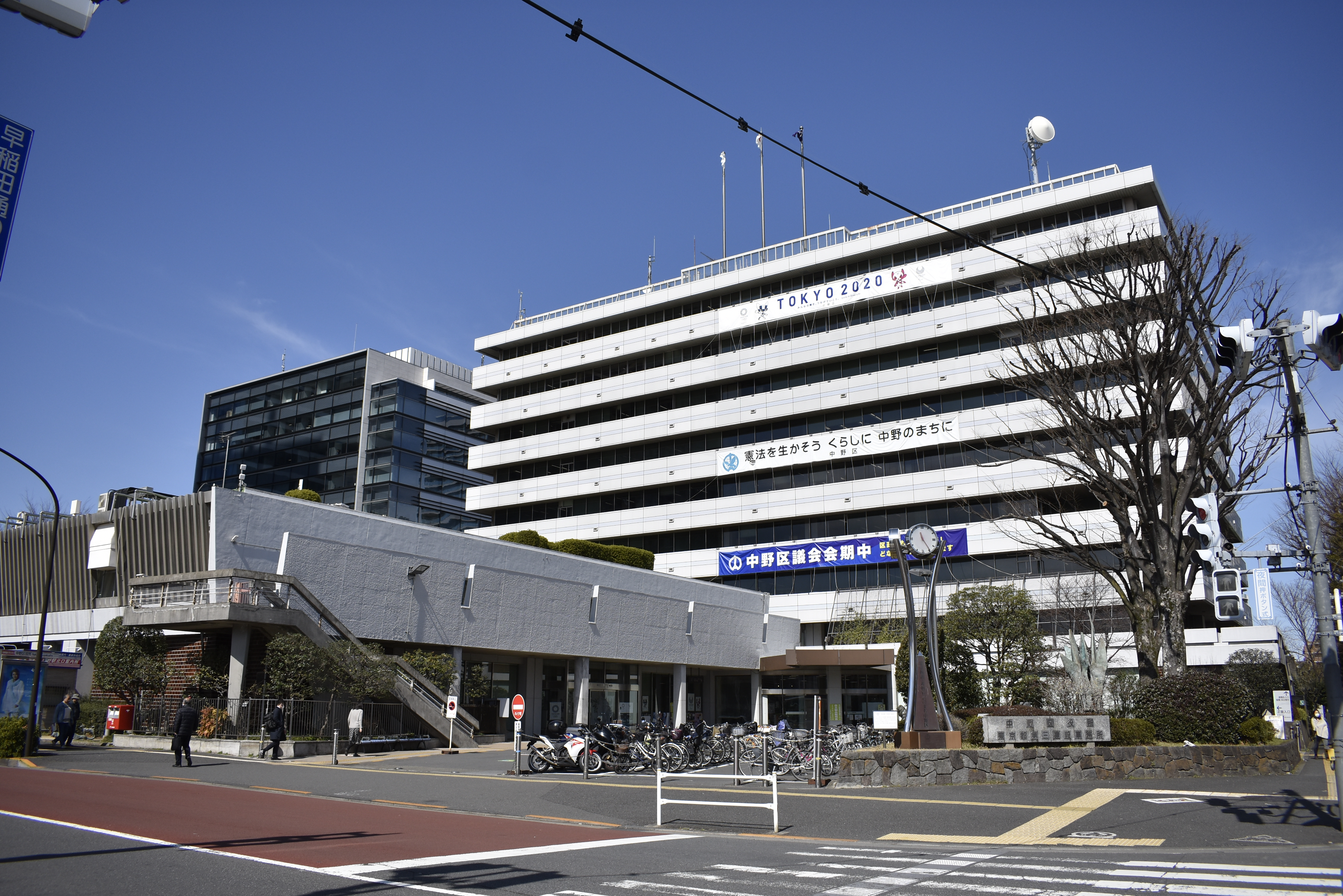
旧中野区役所（2020年3月3日撮影）

中野区は1932年（昭和7年）10月に誕生したが、最初の区役所庁舎は宝仙寺境内にあった旧・中野町役場（1906年に建設）を継続して使用した。
1936年（昭和11年）に中野2丁目27番1号（現在の中野郵便局の地）に移転し、その後、業務増加に応じて分庁舎を増築して対応した。
分散した庁舎を集約するため、1968年（昭和43年）10月に7階建ての区役所庁舎が建設された。その後、1982年（昭和57年）に8階、9階部分を増設した。
2014年6月27日に、JR東日本などと共同で駅ビルなどを整備の為、2020年から2024年をめどに隣接する中野サンプラザと揃って区役所の建物を解体し、移転の上で新しい区役所を設置する計画が報じられた。移転先は元中野区立中野体育館があった場所となった。

## 所在地
東京都中野区中野四丁目11番19号

## アクセス
中野区役所
- JR東日本中央線（快速）・中央・総武線（各駅停車）
- 東京メトロ東西線

中野駅北口より徒歩6分

## エリア放送
エリアポータルが地上一般放送事業者として、2014年（平成26年）11月28日よりワンセグ放送を開始。
中野駅北口周辺に密着した情報や防災・減災情報などを配信するとしていた。
構内に地上一般放送局1局が設置されていたが、再免許せず2019年（令和元年）11月廃止。
| 免許人                 | 局名                         | 呼出符号     | 物理チャンネル | 周波数        | 空中線電力 | ERP   | 業務区域       |
| ---------------------- | ---------------------------- | ------------ | -------------- | ------------- | ---------- | ----- | -------------- |
| エリアポータル株式会社 | エリアポータル中野エリア放送 | JOXZ3BV-AREA | 40ch           | 635.142857MHz | 760μW      | 480μW | 中野区役所周辺 |